# 13269 Dahlstrom
A 13269 Dahlstrom (ideiglenes jelöléssel 1998 QV34) a Naprendszer kisbolygóövében található aszteroida. A LINEAR projekt keretében fedezték fel 1998. augusztus 17-én.